# Vleugelbijl

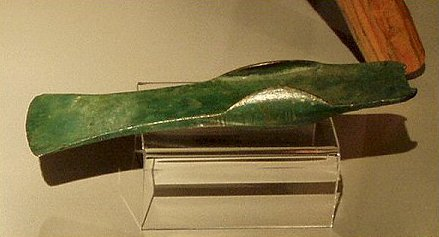
een vleugelbijl uit Oostenrijk

De vleugelbijl (Duits: Lappenbeil, Engels: winged axe) is een type bronzen bijl uit de Midden-Bronstijd, wijdverbreid in West- en Noord-Europa. Ze is ontstaan uit de randbijl, waarbij de sterk "vleugelvormig" verhoogde randen naar binnen gebogen werden om de bijl beter aan de hoekvormige aan het eind gespleten steel te schachten. Soms bezit de bijl een oog ter bevestiging.

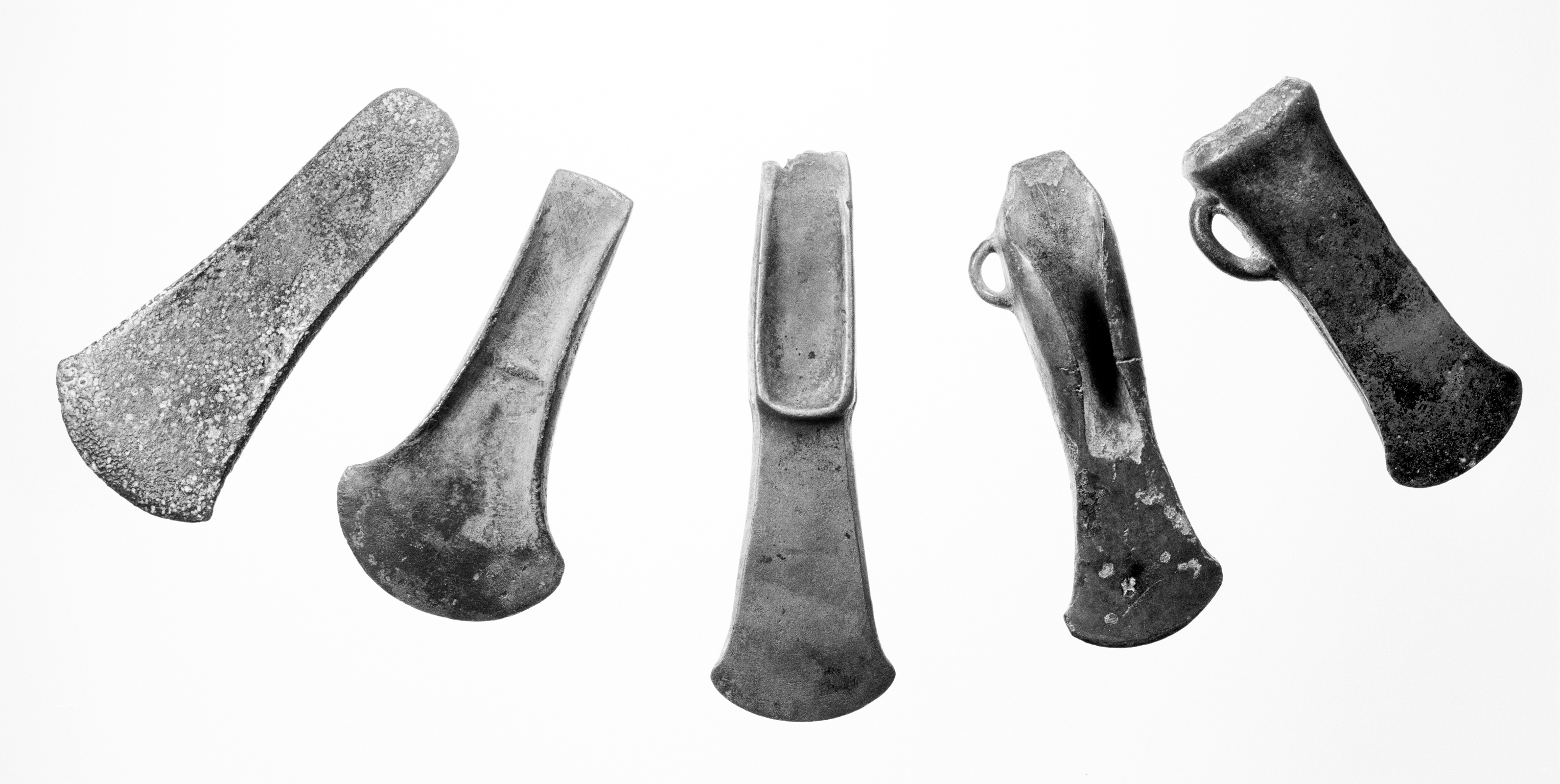
bijlen uit de Bronstijd met van links naar rechts een vlakbijl uit de vroege bronstijd, een randbijl (met al een aanzet van een hiel), hielbijl en vleugelbijl uit de midden-bronstijd en een kokerbijl uit de late bronstijd

Zowel de vleugelbijl als de hielbijl werden in de late Bronstijd geleidelijk verdrongen door de kokerbijl.